# Біда Андрій Якович
Андрій Якович Біда (27 жовтня 1908, містечко Василівка, тепер місто Василівського району Запорізької області — ?) — український радянський діяч, секретар Станіславського (Івано-Франківського) обласного комітету КПУ, голова Івано-Франківської обласної ради професійних спілок.

## Біографія
Член ВКП(б).
До 1941 року — 2-й секретар Солонянського районного комітету КП(б)У Дніпропетровської області. 
З 1944 по липень 1947 року — 1-й секретар Отинянського районного комітету КП(б)У Станіславської області. 
У липні (затв.) 1947 — 1951 року — 3-й секретар Станіславського обласного комітету КП(б)У.
У 1951—1954 роках — слухач трирічної Української республіканської партійної школи в Києві.
У червні 1954 — листопаді 1963 року — секретар Станіславського (Івано-Франківського) обласного комітету КПУ з питань сільського господарства (до лютого 1963 року).
Одночасно, 2 лютого — листопад 1963 року — голова Івано-Франківського обласного комітету партійно-державного контролю — заступник голови виконавчого комітету Івано-Франківської обласної ради депутатів трудящих.
У 1964 — лютому 1971 року — голова Івано-Франківської обласної ради професійних спілок.
З лютого 1971 року — на пенсії.

## Звання
- майор

## Нагороди
- орден Вітчизняної війни ІІ ст. (1.02.1945)
- два ордени Трудового Червоного Прапора (23.01.1948, 26.02.1958)
- медалі
- Почесна грамота Президії Верховної Ради Української РСР (26.12.1968)